# 업 올 나이트 (시트콤)
업 올 나이트(Up All Night)는 2011년 9월 14일부터 현재까지 NBC에서 방영중인 시트콤이다.